# خوسه گوینچه
خوسه گوینچه (اسپانیایی: José Goyeneche‎؛ زادهٔ ۱۵ اکتبر ۱۹۴۰) دوچرخه‌سوار اهل اسپانیا است. وی در بازی‌های المپیک تابستانی ۱۹۶۴ شرکت کرده است.